# Слободобешкільське сільське поселення
Слободобешкі́льське сільське поселення (рос. Слободобешкильское сельское поселение) — муніципальне утворення у складі Ісетського району Тюменської області, Росія.
Адміністративний центр та єдиний населений пункт — село Слобода-Бешкіль.

## Населення
Населення — 1233 особи (2020; 1295 у 2018, 1375 у 2010, 1382 у 2002).